# الحياة في زمن الحرب (فلم)
الحياة في زمن الحرب Life During Wartime هو فيلم من إخراج تود زولوندز، عرض في عام 2009. ويعتبر الفيلم تتمة لفيلمه «السعادة» Happiness إنتاج 2008. والفيلم من تمثيل ألي شيدي وجابي هوفمان.

## وصلات خارجية
- مقالات تستعمل روابط فنية بلا صلة مع ويكي بيانات